# شميسة شجيرية

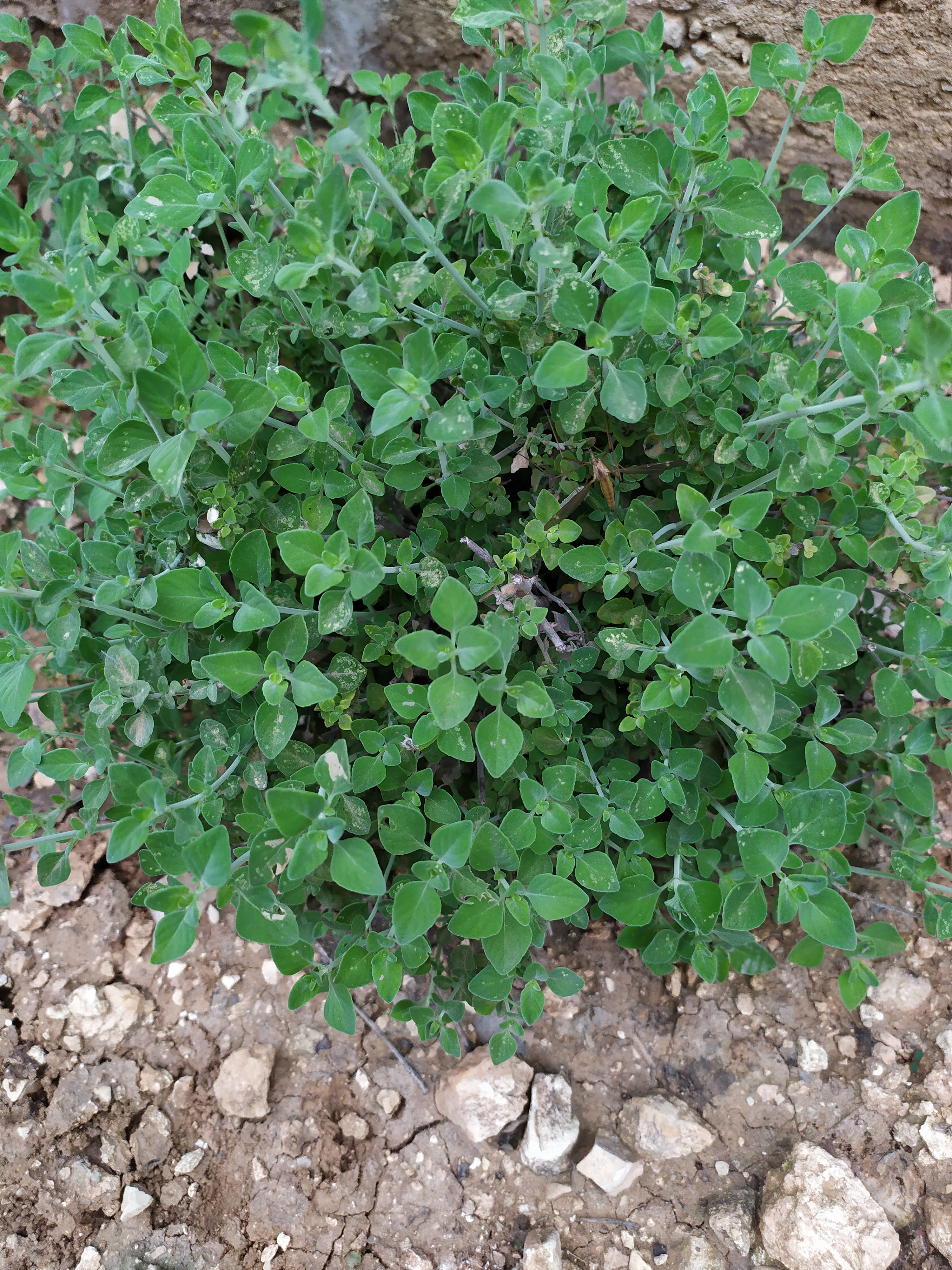
نبات القورنية الجبلية،يستخدم لأغراض الغذاء والدواء

الشميسة الشجيرية (وفي بعض الأماكن يسمى زعيطمان) (الإسم العلمي: Microneria fruticosa أو. Clinopodium serpyllifolium subsp. fruticosum)، المعروف أيضا بالأسماء الآتية عشبة الشاي ، دقة عدس، الشاي الصخري، دقة الصخر، نويشلة، أم الصبيان ، عشبة الريحة , شاي الوعر، هو نوع من أنواع الشجيرات القزمية، هذا النوع هو دائم الخضرة ومتوطن في فلسطين وإسرائيل وشرق البحر الأبيض المتوسط. هذا العشب هو عضو في جنس شميسة، في عائلة شفوية. تسمى هذه العشبة باسم زوتا لفانا،zuta lavana (זוטא לבנה) في العبرية الحديثة. يسمي البدو في إسرائيل هذه العشبة باسم القورنية، يعتقد أنه لفظ قريب من قورنيت بالعبرية، وهو عشب عطري تم وصفه في المشناه. تستخدم أوراق النبات الزعيطمان العطرية (التي تشبه النعناع) في صنع إستخلاصات بالإغلاء (يعني شاي الأعشاب).
ينمو الزعيطمان بشكل رئيسي على الأسطح الصخرية في منطقة البحر الأبيض المتوسط المنخفضة، وهو ينبت أكثر شيوعًا في الصخور الطباشيرية والكاليش مقارنة مع صخور الحجر الجيري. في بلاد الشام ، يمكن رؤية أزهار الزعيطمان البيضاء بين شهري يوليو ونوفمبر حيث تتفتح هذه الزهور في تلك الفترة.

## التصنيف والتسمية

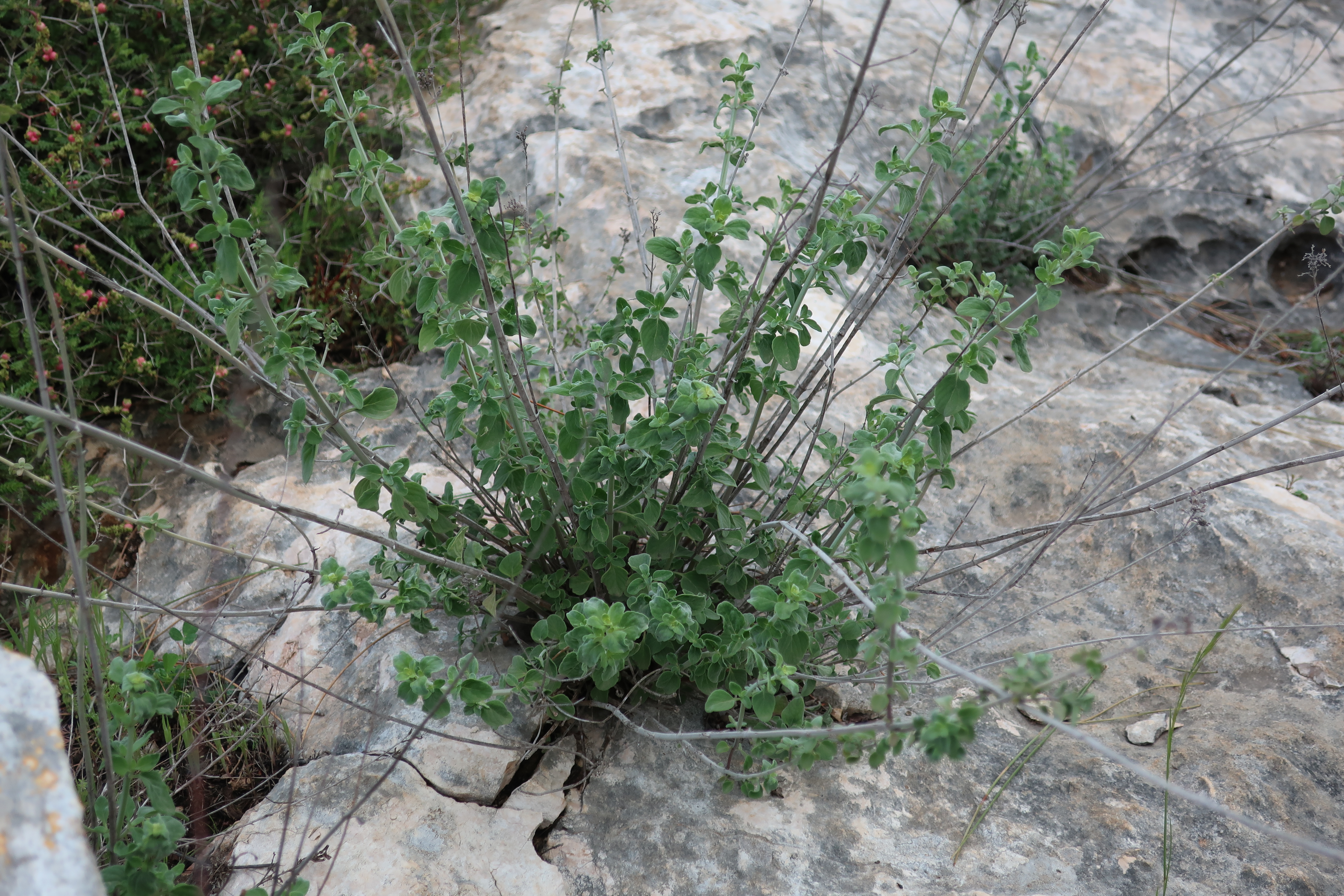
عشبة زعيطمان (الإسم العلمي: Microneria fruticosa) في جبال يهودا

## خصائص النبات
يحتوي النبات على تركيز عال من الزيت العطري من مادة ال monoterpene المعروف باسم بوليغون، وكذلك isomenthol، معروفة هذه العشبة لخصائصها الطبية. في العلاجات الشعبية، يتم استخدامها في علاج الأمراض مثل آلام البطن، والإسهال، والتهابات العين، واضطرابات وأمراض القلب، وارتفاع ضغط الدم، والتعب، والإرهاق، ونزلات البرد والجروح المفتوحة. وتشمل الإستخدامات الأخرى صنع لبخة من الأوراق المسلوقة ووضعها على الحروق وإلتهابات الجلد، أو شرب منقوع من أوراقها للتخفيف من آلام المعدة، أو الغرغرة بمثل هذا المنقوع لعلاج رائحة الفم الكريهة والتهابات اللثة.